# دهستان گومدار
دهستان گومدار (به لاتین: Gomdar Gewog) یک دهستان در کشور بوتان است که در ناحیهٔ سادروپ جونگخار واقع شده‌است.